# Pegoplata patellans
Pegoplata patellans är en tvåvingeart som först beskrevs av Pandelle 1900.  Pegoplata patellans ingår i släktet Pegoplata och familjen blomsterflugor. Arten är reproducerande i Sverige. Inga underarter finns listade i Catalogue of Life.